# La vita degli animali
La vita degli animali (The Lives of Animals) è una raccolta di saggi, sotto forma di romanzo, dell'autore Premio Nobel 2003 J. M. Coetzee pubblicato dalla casa editrice Adelphi nel 2000.
La prima parte consiste in due conferenze (I poeti e gli animali e I filosofi e gli animali) sul tema del vegetarismo e dei diritti animali, pronunciate da un personaggio immaginario, Elizabeth Costello.

Nei passaggi più forti del testo, gli allevamenti intensivi e i mattatoi vengono paragonati ai lager nazisti:
(p. 47)

Anzi, proprio ai mattatoi americani (di cui si rimanda la descrizione al saggio Ecocidio di Jeremy Rifkin) si sarebbero ispirati i lager:
(pp. 65-66)
Nella seconda parte vengono riportati gli scritti di altri autori: Marjorie Garber, Wendy Doniger, Barbara Smuts e del filosofo australiano Peter Singer, sempre sul tema dei diritti degli animali.

## Edizioni italiane
- J. M. Coetzee, La vita degli animali, traduzione di Franca Cavagnoli e Giacomo Arduini, collana "Biblioteca Adelphi" n. 394, Adelphi, 2000,  p. 155, ISBN 88-459-1556-5.
- J. M. Coetzee, La vita degli animali, traduzione di Franca Cavagnoli e Giacomo Arduini, collana "gli Adelphi" n. 238, Adelphi, 2003,  p. 155, ISBN 88-459-1851-3.